# Maximilian von Preuschen von und zu Liebenstein
Maximilian Ernst Justus Ludwig Konrad Freiherr von Preuschen von und zu Liebenstein (* 6. September 1818 in Mainz; † 6. Februar 1897 in Darmstadt) war Verwaltungs- und Justizbeamter im Großherzogtum Hessen und zuletzt Richter am Verwaltungsgerichtshof Darmstadt.

## Familie
Der Vater von Maximilian von Preuschen war Karl von Preuschen (1781–1856), Präsident des Hofgerichts Gießen, die Mutter, Wilhelmine, geborene Flachsland (1790–1838) aus Karlsruhe. Die Familie war evangelisch. 1853 heiratete Maximilian von Preuschen Friederike Scheffer (1835–1899). Aus dieser Ehe gingen die jüngere Tochter Wilhelmine Ottilie Anna Ida Eduardine sowie Hermine Ernestine Henriette Anna (1854–1918), Schriftstellerin und Malerin, hervor.

## Karriere
Maximilian von Preuschen studierte ab 1835 Rechtswissenschaft an der Universität Gießen. Dort gehörte er den Studentenverbindungen Hassiae Gießen und Palatia-Guestphalia an. Der Berufseinstieg erfolgte als Hofgerichtssekretariatsakzessist in Gießen, 1847 erhielt er eine Stelle als Sekretär des Kreises Mainz. Die Revolution von 1848 im Großherzogtum Hessen führte auch zu einer Verwaltungsreform, bei der unter anderem die Kreise aufgelöst und durch Regierungsbezirke ersetzt wurden. Maximilian von Preuschen wurde nun als Sekretär dem Regierungsbezirk Heppenheim zugeteilt. Als in der Reaktionsära die Regierungsbezirke 1852 aufgelöst und Kreise wiedereingerichtet wurden, ging Maximilian von Preuschen als Assessor zum Kreis Darmstadt. Ein Jahr später, 1853, wechselte er – weiterhin als Assessor – zum Oberkonsistorium der Evangelischen Landeskirche Hessen in Darmstadt. Hier wurde er 1855 zum Rat befördert. Ab 1859 war er zusätzlich Richter am Administrativjustizhof. Als das Gericht 1875 aufgehoben wurde, erhielt er eine Richterstelle am Verwaltungsgerichtshof in Darmstadt. Zur Frage, ob er auch dessen Präsident wurde, gibt es unterschiedliche Angaben. 1886 ging er in den Ruhestand, 1891 verzichtete er auch auf sein Richteramt im Verwaltungsgerichtshof.

## Ehrungen
- 1871 Geheimer Regierungsrat[1]
- 1873 Ritterkreuz I. Klasse des Verdienstordens Philipps des Großmütigen[1]
- 1875 Geheimer Oberkonsistorialrat[1]
- 1886 Geheimrat[1]
- 1891 Komturkreuz II. Klasse des Verdienstordens Philipps des Großmütigen[1]